# 北欧抵抗運動
北欧抵抗運動（英語: Nordic Resistance Movement、NRM）は汎北方人種主義、ネオナチを掲げる北欧諸国での運動及び、スウェーデンの政党である。スウェーデンに加え、ノルウェー、デンマーク、アイスランドでも設立されている。2019年に禁止されるまでは、フィンランドにも設立されていた。民主主義を廃止するという目的や、準軍事的活動、武器の秘密所持、また、ロシア帝国運動、ナショナル・アクション、アゾフ大隊といった、非難されるべきテロ組織との繋がりから、テロ組織と見なされてきた。2022年には、アメリカ合衆国議会の一部の議員により、テロ組織認定リストに加えるべきであるという提言がなされ始めた。

## イデオロギー

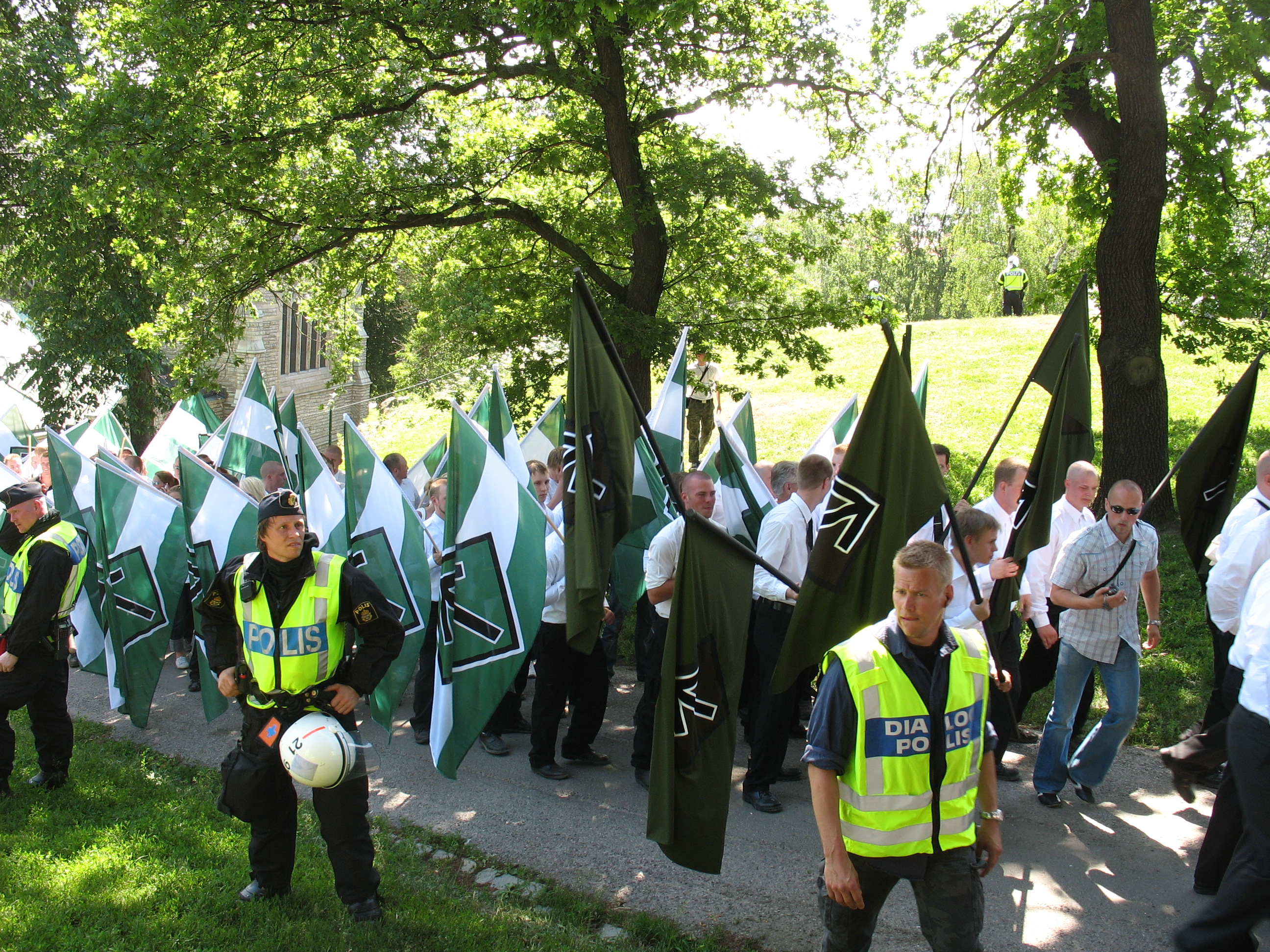
北欧抵抗運動によるデモ

北欧抵抗運動の目的は、「スウェーデン、フィンランド、ノルウェー、デンマーク、アイスランド、そしてバルト三国でさえも」含む北欧のネオナチ全体主義国家の設立である。NRM自身では、目標を次のように表している。「抵抗運動は、国家を全体主義的指導に基づく国家の創設に努めるが、我々のゴールは、自由と民主主義を発展させ、守ることでもある。北欧国家社会主義共和国は、総統国家であるが、人民民主主義国家でもあるのだ」。
NRMは、その闘争の過程には流血も必要であると主張している。NMRは、出版物の中で、アドルフ・ヒトラーやコルネリウ・コドレアヌを称賛している。彼らの主要戦術は、リーフレットの配布と、都心部でのパブリック・スピーチである。彼らは、その中で、ネオナチへの支持や、移民排斥を呼び掛けている。彼らは、Nationellt Motståndという雑誌も出版している。